# Shpongle
Shpongle (Шпонгл) — британский электронный музыкальный проект, образованный в 1996 году, работающий в направлении психоделического даунтемпо (оно же psybient).

## Проект
Участники дуэта — Саймон Посфорд (англ. Simon Posford, также известный как Hallucinogen, и участник проекта Younger Brother) и Раджа Рам (англ. Raja Ram, участник проектов The Infinity Project, 1200 Micrograms и др.). Звук проекта сочетает в себе этнические семплы, живые инструменты, западную электронную музыку.
Над проектом работало множество других приглашённых участников. Например, женский вокал в альбоме Tales of the Inexpressible исполнен трип-хоп солисткой Мишель Адамсон). Её соло можно услышать в таких треках как Around the World in a Tea Daze и  Dorset Perception. В создании альбома «Ineffable Mysteries…», а также в концертных выступлениях группы принимает участие музыкант Ману Делаго — один из немногих профессиональных игроков на ханге. Над альбомами Shpongle также работал известный звукорежиссёр и композитор Ott.
Оба главных участника задействованы во многих других проектах (в основном гоа-транс-сцены) и записывают свои композиции в студии Twisted Records, возглавляемой Посфордом (Раджа Рам возглавляет лейбл TIP.World). Также существует фильм с участниками коллектива, который называется Liquid Crystal Vision. В фильме использованы композиции ведущих андеграунд-исполнителей, уникальный видеоряд, интервью со многими британскими и индийскими музыкантами.

## Дискография

### Студийные альбомы
1. «Are You Shpongled?» (1998) 
1. Shpongle Falls
2. Monster Hit
3. Vapour Rumours
4. Shpongle Spores
5. Behind Closed Eyelids
6. Divine Moments of Truth
7. …and the Day Turned to Night

2. «Tales of the Inexpressible» (2001) 
1. Dorset Perception
2. Star Shpongled Banner
3. A New Way to Say «Hooray»
4. Room 23
5. My Head Feels Like a Frisbee
6. Shpongleyes
7. Once Upon the Sea of Blissful Awareness
8. Around the World in a Tea Daze
9. Flute Fruit

3. «Nothing Lasts… But Nothing Is Lost» (2005)
1. Botanical Dimension
2. Outer Shpongolia
3. Levitation Nation
4. Periscopes of Consciousness
5. Schmaltz Herring
6. Nothing Lasts…
7. Schnitzl’d in the Negev
8. …But Nothing Is Lost
9. When Shall I Be Free?
10. The Stamen of the Shaman
11. Circuits of the Imagination
12. Linguistic Mystic
13. Mentalism
14. Invocation
15. Molecular Superstructure
16. Turn Up the Silence
17. Exhalation
18. Connoisseur of Hallucination
19. The Nebbish Route
20. Falling Awake

4. «Ineffable Mysteries from Shpongleland» (2009)
1. Electroplasm
2. Spongolese Spoken Here
3. Nothing is Something Worth Doing
4. Ineffable Mysteries
5. I Am You
6. Invisible Man In A Fluorescent Suit
7. No Turn Unstoned
8. Walking Backwards Through the Cosmic Mirror

5. «Museum of Consciousness» (2013)
1. Brain In A Fish Tank — 7:56
2. How the Jellyfish Jumped Up the Mountain — 10:25
3. Juggling Molecules — 9:17
4. The Aquatic Garden of Extra-Celestial Delights — 11:50
5. Further Adventures in Shpongleland — 6:20
6. The Epiphany of Mrs. Kugla — 6:39
7. Tickling the Amygdala — 8:48

6. «Codex VI» (2017)
1. Remember The Future
2. The Magumba State
3. Empty Branes — 10:18
4. Are We There Yet
5. Herr Gringleflapper's Secret Stash Box
6. Strange Planet
7. I Woke Up As A Shlummutz
8. Celestial Intoxication
9. Hammock Therapy

7. «Tales Of The Inexpressible» remastered (2018)
1. Dorset Perception (Remastered)
2. Star Shpongled Banner (Remastered)
3. A New Way To Say "Hooray!" (Remastered)
4. Room 23 (Remastered)
5. My Head Feels Like A Frisbee (Remastered)
6. Shpongleyes (Remastered)
7. Once Upon The Sea Of Blissful Awareness (Remastered)
8. Around The World In A Tea Daze (Remastered)
9. Flute Fruit (Remastered)

8. «Carnival of peculiarities»
(2021)
1. Mycelium Labyrinth
2. Carnival Of Peculiarities
3. Dr. Vinklestein Says

### Ремикс-альбомы и синглы
1. «Divine Moments of Truth» (2000)
1. Divine Moments of Truth (Instrumental Remix)
2. Divine Moments of Truth (Shpongle Trance Remix)
3. Divine Moments of Truth (Original Russian Bootleg Mix)

2. «Shpongle Remixed» (2003)
1. Crystal Skulls (Western Rebel Alliance Remix)
2. And The Day Turned To Fright (Eat Static Remix)
3. Star Shpongled Banner (Brothomstates Remix)
4. A New Day To Say Hooray (Prometheus Remix)
5. My Head Feels Like A Frisbee (Delicious of Grandeur Remix)
6. Dorset Perception (Total Eclipse Remix)
7. Around The World In A Tea Daze (Ott Remix)
8. Once Upon The Sea Of Blissful Awareness (Esionjim Remix)

3. «Unreleased Remixes» (2008)
1. Once Upon The Sea Of Blissful Awareness (Deep Dive Corporation Remix)
2. Dorset Perception (Gaudi Remix)
3. Dorset Perception (Lo-Step Balearic Breaks Re-Edit)
4. Periscopes Of Consciousness (Greg Hunter Edit)
5. A New Way To Say Hooray (Greg Hunter Remix)
6. Dorset Perception (Brothomstates Remix)

4. «The God Particle» (2011)
1. Before The Big Bang
2. The God Particle

### Творческие планы
Из-за занятости двух главных участников в других проектах Shpongle нельзя назвать постоянно действующим коллективом c фиксированным составом. К примеру, 22 апреля 2006 года и 13 октября 2007 Посфорд выступал в Москве единолично, будучи заявленным и как Hallucinogen, и как Shpongle (а также Younger Brother, вместе с Benji Vaughan). Раджа Рам приезжал в Россию с проектом 1200 Micrograms осенью 2006 года и 7 декабря 2007.
О возможном прекращении Shpongle как проекта заявлялось и до выхода третьего альбома, и после него. Тем не менее, 23 января 2007 года Twisted Records объявила на своём сайте о работах над новым, четвёртым альбомом Shpongle. Сначала сообщалось, что он ожидается в начале 2008 года, позже предполагаемый выход был отложен на октябрь 2008 г., затем на начало 2009 г. Одну из новых песен — «I am You» фанаты уже выложили в интернете.
После выхода альбома «Codex VI» (2017) о дальнейших творческих планах участники коллектива не сообщали.

## Flashback.swf
Многие впервые узнали о Shpongle, посмотрев флэш-ролик flashback.swf, который начал циркулировать в первой половине 2000-х годов в различных интернет-сообществах в формате так называемого интернет-мема. Ролик создан студентом отделения искусств шведского Университета Мальмё Дэнни Гомесом и является сделанным независимо от Shpongle видеоклипом на одну из самых известных композиций проекта — «Divine Moments of Truth» из первого альбома (иногда её называют «гимном психонавтов»). Заглавные буквы названия композиции образуют слово DMT — один из сильнейших психоделиков, а в ролике показываются визуальные и иные эффекты, которые можно испытать под действием этого вещества.